# The Drifting Pioneers
The Drifting Pioneers waren een Amerikaanse countryband uit de jaren 1930 en 1940.

## Carrière
The Drifting Pioneers begonnen hun carrière in het midden van de jaren 1930, doordat ze met vaudevilles rondreisden. Naast Walter en Bill Brown en Morris Marlin speelde Merle Travis eveneens in de groep. Travis zou later een bekend componist worden en uitvinder van de eerste e-gitaar. Spoedig traden The Drifting Pioneers op bij een kleine radiozender in Illinois, er volgden optredens in bekendere radioshows, zoals de Hayloft Jamboree. Tijdens een optreden in deze radioshow ontmoette de band de nog jonge zangeres Judy Dell, die een vast lid van de band werd en gedeelten van de zang overnam.
Tot 1942 trad de band succesvol op, waarna hun populariteit gestadig afnam. De bandleden gingen zich steeds meer bezighouden met hun solocarrière, maar alleen Merle Travis lukte deze stap. Tijdens de vroege jaren 1950 werden ze door de opkomende rock-'n-roll volledig verdrongen.